# Hugo Wennerholm
Theodor Hugo Malcolm Wennerholm, född 7 januari 1833 i Stockholm, död där 14 september 1905, var en svensk militär.
Hugo Wennerholm var son till stadsmäklaren Peter Theodor Wennerholm och Augusta Claesson. Han blev efter studentexamen i Uppsala 1850 underlöjtnant vid Svea artilleriregemente 1852, genomgick Högre artilleriläroverket 1854–1856, blev major 1878 och överstelöjtnant 1885. han förordnades till kommendant och artilleribefälhavare på Vaxholms fästning 1879, erhöll transport till den nybildade Vaxholms artillerikår 1888 och blev kårens första chef, utnämndes till överste i armén 1891 och överste vid kåren 1894. År 1896 avgick han ur aktiv tjänst vid uppnådd pensionsålder. Wennerholm var en framstående teoretiker och sysslade i flera kommissioner med lösningen av ballistiska och artilleritekniska uppgifter. Bland annat var han ledamot av den kommission, som vid Finspång 1869 genomförde prövningen av pansarbrytande kanoner och pansarkonstruktioner. År 1870 företog han som stipendiat en utländsk studieresa. Han utgav Handledning vid inskjutning af kanoner (1868). I Handbok för artilleribefälet skrev han avsnittet Fältartilleriets taktiska användning (1877). Redan som löjtnant åtnjöt han så stort anseende på det artillerivetenskapliga området, att han 1869 kallades till ledamot av Krigsvetenskapsakademien. Hugo Wennerholm är begravd på Norra begravningsplatsen utanför Stockholm.